# پرچم کولیما
پرچم کولیما در ۳ فوریه ۲۰۱۴ پذیرفته شد.